# Milton Brandão
Milton Brandão este un oraș în Piauí (PI), Brazilia.